# Rolf Lohmann
Rolf Lohmann (Hamm, 21 de fevereiro de 1963) é bispo auxiliar em Münster

## Vida
Rolf Lohmann cresceu em West Tünnen e adquiriu no Beisenkamp-Gymnasium em Hamm, o Abitur . Estudou Filosofia e Teologia Católica na Westfälische Wilhelms-Universität Münster e Ludwig-Maximilians-Universität München. Lohmann recebeu em 14 de maio de 1989, na Catedral de São Paulo em Münster pelo bispo de Munster, Reinhard Lettman, o sacramento de Ordens Sagradas .
Ele foi então capelão na paróquia de São Lourenço em Coesfeld e de 1993 vigário paroquial na paróquia de São João Batista em Billerbeck. Rolf Lohmann tornou - se pastor da paróquia de St. Ida em Herzfeld em 1997 e reitor de peregrinação na igreja de peregrinação de St. Ida. Em 2003, ele também foi o pastor da paróquia Ss. Cornelius e Cyprianus ordenaram em Lippborg. Em 2007, ele foi nomeado capítulo da catedral não-residente do capítulo da catedral de Münster. Em 2011 ele seguiu Stefan Zekorn como reitor de peregrinação e pastor no Marienbasilika no Lower Rhine Kevelaer .
O Papa Francisco o nomeou em 25 de abril de 2017, Bispo Titular de Gor e Bispo Auxiliar em Münster. Rolf Lohmann é como Bispo Regional do Baixo Reno com base em Xanten responsável e segue neste escritório Wilfried Theising . A ordenação episcopal doou-lhe o bispo de Münster, Felix Genn , 8 de julho de 2017 a Catedral de St. Paul em Munster. co-consecrators foram Theodorus Cornelis Maria Hoogenboom , Bishop auxiliar de Utrecht , e Bishop auxiliar Wilfried Theising de Munster. Seu lema é:Vos estis lux mundi ("Você é a luz do mundo", Mt 5.14  EU ). Nos Conferência dos Bispos Alemães , pertencente à Comissão Pastoral e da Comissão para a sociedade e dos Assuntos Sociais.
Rolf Lohmann está envolvido em inúmeros projetos na Terra Santa . Em 2010, o Cardeal Grande Mestre, John Patrick, o Cardeal Foley, o nomeou Cavaleiro da Ordem do Santo Sepulcro de Jerusalém e, em 9 de outubro de 2010, investiu Reinhard Marx , Grand Prior da Lieutenância alemã. Ele é membro da Associação Alemã da Terra Santa . Ele é membro da Winfridia Münster desde os dias de estudo na Associação das Associações Científicas de Estudantes Católicos Unitas .

## Links da Web
- Cheney, David M. «bishop» (em inglês). Catholic-Hierarchy.org